# Hilfspolizei

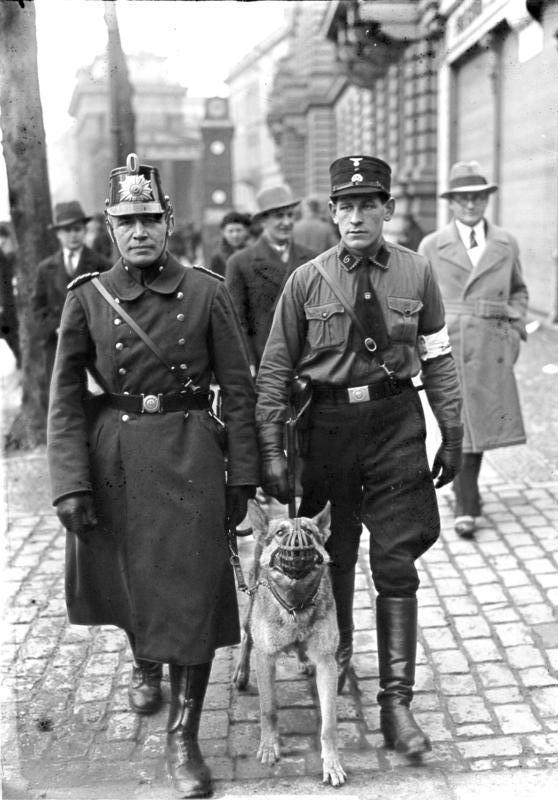
Membri di Schutzpolizei (a sinistra) e Hilfspolizei (a destra) pattugliano Berlino il 5 marzo 1933, il giorno delle elezioni del Reichstag.

La Hilfspolizei, "polizia ausiliaria", (abbreviato in HiPo o Hipo) fu una forza di polizia ausiliaria della Germania nazista istituita nel 1933. Il termine fu successivamente usato semi-ufficialmente per varie organizzazioni ausiliarie subordinate all'Ordnungspolizei così come per vari militari e unità paramilitari istituite durante la seconda guerra mondiale nell'Europa occupata dai tedeschi.

## Istituzione nel 1933
Hermann Göring, appena nominato Ministro degli Interni della Prussia, istituì la Hilfspolizei il 22 febbraio 1933 per assistere la polizia regolare nel mantenere l'ordine e successivamente nel gestire i comunisti sulla scia dell'incendio del Reichstag. L'organizzazione si diffuse rapidamente anche grazie all'approvazione ricevuta da Hitler con il decreto dell'incendio del Reichstag.
Le unità furono composte principalmente dai membri delle Sturmabteilung e delle SS in uniforme SA o SS. Si stima che le unità ausiliarie fossero composte da 25.000 membri SA e 15.000 membri SS e includevano anche membri dell'Organizzazione dei veterani Der Stahlhelm. Questa forza di polizia effettuò o organizzò numerosi attacchi violenti contro gli oppositori dei nazisti e fornì il personale ai primi campi di concentramento di Columbia e Dachau. Le SS-Totenkopfverbände nacquero all'interno di questa formazione.
La Hipo fu sciolta nell'agosto 1933 a causa delle proteste internazionali secondo cui le unità violavano le disposizioni sul disarmo del Trattato di Versailles e della crescente sfiducia di Adolf Hitler nei confronti delle SA, seppur sopravvissute al consolidamento del nuovo regime nazista.

## Organizzazione durante la guerra

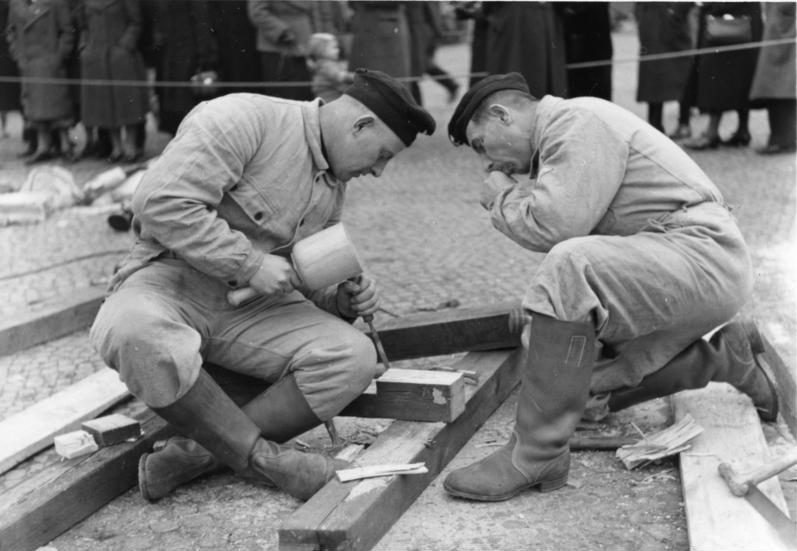
Membri di TeNo durante una manifestazione per il grande pubblico nel 1939.

### La divisione Hipo tecnica
- La Polizia Antiaerea (in tedesco: Luftschutzpolizei) fu il servizio di protezione civile incaricato della difesa antiaerea e del salvataggio delle vittime dei bombardamenti, in collegamento con il servizio tecnico di emergenza (in tedesco: Technische Nothilfe) e con i vigili del fuoco professionali (in tedesco: Feuerschutzpolizei). Fu creata come "Servizio di Sicurezza e Assistenza" (in tedesco: Sicherheits und Hilfsdienst) nel 1935, e poi ribattezzato in Luftschutzpolizei nell'aprile 1942. La rete antiaerea fu supportata dall'Associazione del Reich contro i raid aerei (in tedesco: Reichsluftschutzbund, RLB), un'organizzazione controllata dal 1935 dal Ministero dell'Aeronautica sotto Hermann Göring. La RLB istituì un'organizzazione di guardie antiaeree responsabili della sicurezza di un edificio o di un gruppo di case.[8]
- Il Corpo Tecnico di Emergenza (Technische Nothilfe; TeNo) fu un corpo di ingegneri, tecnici e specialisti nei lavori di costruzione. Il TeNo fu creato nel 1919 per mantenere in funzione i servizi pubblici e le industrie essenziali. Dal 1937, il TeNo divenne un corpo tecnico ausiliario di polizia e assorbito nell'Orpo Hauptamt. Nel 1943, il TeNo contò oltre 100.000 membri.
- Feuerwehren, vigili del fuoco volontari, furono vigili del fuoco coscritti e vigili del fuoco industriali come polizia ausiliaria subordinata all'Ordnungspolizei.

### La divisione Hipo speciale
- La radioprotezione (Funkschutz) fu costituita dal personale di sicurezza delle SS e dell'Orpo, incaricata di proteggere le emittenti tedesche da attacchi e sabotaggi. Il Funkschutz fu anche il principale servizio investigativo in grado di rilevare la ricezione illegale delle trasmissioni radiofoniche straniere.[9]
- La SS-Postschutz comprese circa 45.000 membri e fu incaricata della sicurezza del Reichspost tedesco, responsabile non solo del servizio postale ma anche degli altri mezzi di comunicazione come i sistemi telefonici e telegrafici.
- La SS-Bahnschutz sostituì la polizia ferroviaria all'interno del territorio del Reich dal 1944.
- La Polizia di protezione delle fabbriche (in tedesco: Werkschutzpolizei) furono le guardie di sicurezza della Germania nazista. Il suo personale fu costituito dai civili impiegati nelle imprese industriali, in genere ricevettero delle uniformi paramilitari.[10]
- La Polizia di emergenza urbana e rurale (in tedesco: Stadt- und Landwacht) fu creata nel 1942 come riserva di polizia part-time. Fu abolita nel 1945 con la creazione del Volkssturm.[11]

## La Hipo nell'Europa occupata
Il termine Hilfspolizei fu utilizzato anche per varie unità militari e paramilitari istituite nell'Europa occupata dai tedeschi. In questo contesto, il termine spesso identificò i gruppi di collaboratori locali con il regime nazista, come la HIPO-korpset in Danimarca, e altre varie unità come ad esempio le formazioni Schutzmannschaft e Selbstschutz.